# Синхронізація української енергосистеми з електромережею ENTSO-E
Синхронізація енергосистеми України з електромережею ENTSO-E – це фізичне зʼєднання української енергосистеми з енергосистемою континентальної Європи, яке відбулося 16 березня 2022 року. Енергосистема України була приєднана до мережі ENTSO-E разом з енергосистемою Молдови. 
Синхронізація з ENTSO-E - стратегічна мета України, досягнення якої було заплановане на 2023 рік. Однак через повномасштабне військове вторгнення Російської Федерації в Україну 24 лютого 2022 року вона відбулася в екстреному порядку – через три тижні після початку вторгнення, які українська енергосистема пропрацювала в ізольованому режимі. Прискорення проєкту синхронізації стало можливим завдяки проведеним дослідженням (успішна робота української енергосистеми в ізольованому режимі 24.02.22–15.03.22) та вжитим заходам із зменшення ризиків.
Синхронізація української енергосистеми з європейською знизила вплив Росії на Центральну та Західну Європу в енергетичному секторі, а також підвищила рівень енергетичної безпеки у всьому регіоні. 
“Цей крок дозволить Україні отримувати електроенергію, якщо агресор продовжить знищувати нашу енергетичну інфраструктуру і тим самим зберегти стабільну роботу енергосистеми", — заявив голова правління НЕК "Укренерго" Володимир Кудрицький в день синхронізації.

## Підготовка до синхронізації
З 2002 року синхронно з енергосистемою континентальної Європи ENTSO-E працювала невелика частина енергосистеми України – «острів Бурштинської ТЕС», який був об'єднаний з електромережами Словаччини, Угорщини та Румунії.
На “острів” припадало 4% споживання електроенергії України. У ньому був один великий виробник електроенергії (Бурштинська ТЕС, яка з 2012 року   була у власності ДТЕК, підконтрольній Рінату Ахметову), який мав фізичну можливість експортувати електроенергію в країни ЄС. Решта генерації “острову” —  малопотужні електростанції. Основна частина ОЕС України працювала синхронно з енергосистемами Росії, білорусі та Молдови, водночас лише одна з електростанцій в цій частині енергосистеми має фізичний зв'язок з енергосистемою Польщі. Існування виокремленого Бурштинського енергоострова означало, що лише власники Бурштинської ТЕС мали можливість експортувати електроенергію до Європи, інші українські виробники електроенергії такої можливості не мали. 
2017 рік – 28 червня НЕК “Укренерго” підписало Угоду про умови майбутньої синхронізації ОЕС України з енергосистемою континентальної Європи ENTSO-E. Документ містить Каталог обов'язкових заходів і досліджень, які Україна мала провести для підготовки до об’єднання з енергосистемою Європи. Зокрема, це проведення випробувань автоматичного регулювання на всіх типах енергоблоків українських АЕС, ТЕС, ТЕЦ та ГЕС, створення математичної моделі енергосистеми України, проведення дослідження статичної та динамічної стійкості енергосистем України та Молдови при синхронній роботі з енергосистемою континентальної Європи тощо. 
Угода передбачала перехід енергосистеми України на синхронну роботу з ENTSO-E у 2023 році. При цьому напередодні синхронізації українська енергосистема повинна була перейти на ізольований режим роботи — три дні працювати відокремлено від усіх суміжних енергосистем. Таких періодів мало бути два — зимою та літом, тобто під час високого та низького навантаження енергосистеми. Під час ізольованого періоду передбачалось проведення необхідних тестувань для підтвердження здатності енергосистеми України самостійно підтримувати необхідну частоту 50 Гц в різних режимах роботи мережі. Наступний етап відразу після фізичної синхронізації — пробна синхронна робота української енергосистеми з енергомережею ENTSO-E, упродовж якого комерційні перетоки електроенергії (тобто її імпорт та експорт) не передбачались ще протягом певного часу. Тільки після цього періоду і підтвердження надійності та стабільності спільної роботи української та європейської енергосистем мав би поступово відкриватися експорт/імпорт електроенергії між Україною та сусідніми європейськими країнами.
2018 рік – 10 грудня “Укренерго” та оператор системи передачі Молдови “Moldelectrica” підписали “Експлуатаційну угоду про створення блоку регулювання в складі енергосистем України і Республіки Молдова”. 300 сторінок Угоди містили загальні технологічні аспекти, положення і технічні умови забезпечення паралельної роботи енергосистем двох країн. 
В цьому ж році Кабінет Міністрів України затвердив та оприлюднив План заходів щодо синхронізації об'єднаної енергетичної системи України з об'єднанням енергетичних систем держав — членів Європейського Союзу.
2019 рік – У січні-квітні в межах підготовки до синхронізації НЕК “Укренерго” спільно з генеруючими компаніями провели тестування можливостей автоматичного регулювання частоти та потужності, напруги і реактивної потужності на 11 енергоблоках 8 українських електростанцій. Випробування проводилися за консалтингової підтримки та фінансування USAID та Енергетичної асоціації США (USEA).
Також наприкінці червня НЕК «Укренерго» підписало договір з ENTSO-E про обмін даними на Transparency Platform. Він передбачає, що “Укренерго” на постійній основі буде передавати та оновлювати дані на платформі ENTSO-E щодо навантаження, пропускної спроможності та балансування енергосистеми
2020 рік — У жовтні було завершено випробування систем збудження на енергоблоках атомних електростанцій .
2021 рік — На основі результатів випробувань енергоблоків українських електростанцій, а також додаткових даних, було створено математичну модель енергосистеми України. Консорціум системних операторів ENTSO-E, грунтуючись на ній, провів дослідження статичної та динамічної стійкості енергосистем України та Молдови при синхронній роботі з енергосистемою континентальної Європи. Результати дослідження підтвердили можливість синхронізації ОЕС України з європейським енергооб’єднанням країн континентальної Європи ENTSO-E. 
2022 рік — НЕК “Укренерго” завершила підготовку до випробування роботи енергосистеми України в ізольованому режимі. Зокрема, українська енергосистема мала від’єднатися від енергосистем Росії та Білорусі і працювати ізольовано разом з енергосистемою Молдови. Випробування мали пройти двома етапами по три доби кожний: перший — 24-26 лютого 2022 року, другий — у липні 2022 року.

## Робота в ізольованому режимі та хронологія прискореної синхронізації
У ніч на 24 лютого 2022 року енергосистема України від’єдналася від російської та білоруської енергосистем та перейшла в автономний режим, щоб провести триденні випробування роботи в ізольованому режимі. Через кілька годин, о 03:40 розпочалося російське військове вторгнення в Україну (2022).
Незважаючи на початок війни, енергосистема України успішно пройшла етапи зимових випробувань вже у перший день автономної роботи. Після цього Міністр енергетики України Герман Галущенко повідомив, що Україна вирішила не повертатися на синхронну роботу з енергосистемами російських окупантів та Білорусі  .
26 лютого український оператор системи передачі Укренерго та молдовський Moldelectrica подали запит до Енергетичного співтовариства про дострокове приєднання енергосистем обох країн до енергомережі Континентальної Європи ENTSO-E.
28 лютого Рада Європейського Союзу підтримала екстрену синхронізацію енергосистем України та Молдови до електромережі континентальної Європи. Оператори системи передачі континентальної Європи – члени ENTSO-E, підтримали це рішення, терміново почавши вивчати умови швидкого та безпечного приєднання.
11 березня 2022 року ENTSO-E затвердила рішення про екстрену синхронізацію.
В ізольованому режимі енергосистема України пропрацювала 21 день, замість запланованих трьох. Під час ізольованого режиму в екстремальних умовах повномасштабного вторгнення та пошкодження мережевої інфраструктури, були проведені необхідні тестування роботи енергосистеми для оцінки можливості синхронізації. Їх результати стали основою прийняття позитивного рішення про синхронізацію української енергосистеми з європейською мережею ENTSO-E.
16 березня 2022 року відбулося фізичне з'єднання енергосистем. Наразі триває пробний етап синхронної роботи енергосистем України та континентальної Європи, під час якого заборонені або жорстко обмежені комерційні перетоки електроенергії (експорт/імпорт).
Хронологія синхронізації української енергетичної системи до ENTSO-E, починаючи з 24 лютого:
- 24 лютого – початок ізольованого режиму роботи української енергетичної системи та початок повномасштабного вторгнення Росії в Україну, внаслідок чого енергетична система працювала автономно 3 тижні, замість 3-х днів.
- 28 лютого – Міністри енергетики Європейського Союзу узгодили приєднання української енергосистеми в ENTSO-E в екстреному режимі.
- 16 березня – Українська енергетична система розпочала роботу в синхронному режимі з європейською ENTSO-E.
- 30 березня – Було відновлено експорт електроенергії до Польщі, через лінію Добротвірська ТЕС – Замость.
- 26 квітня – Український оператор системи передачі НЕК “Укренерго” отримав статус члена-спостерігача в континентальному об’єднанні європейських операторів системної мережі ENTSO-E.
- 12 травня – Україна розпочала експорт електроенергії до Молдови, поставки здійснювало “Укргідроенерго”.
- 7 червня – Обʼєднання ENTSO-E погодило розширення експорту електроенергії з України до Європи, оператори систем передач Континентальної Європи надали позитивну відповідь на запит НЕК “Укренерго” про відновлення експорту електроенергії з України.

## Отримання НЕК “Укренерго” статусу члена-спостерігача в ENTSO-E
Оператор системи передачі НЕК “Укренерго” отримав статус члена-спостерігача в ENTSO-E 26 квітня 2022 року .
Цей статус надає право українському оператору системи передачі брати участь у заходах Регіональної групи ENTSO-E «Континентальна Європа». Фахівці компанії долучилися до роботи експертних груп ENTSO-E, що займаються питаннями розвитку ринку електроенергії, балансування, допоміжних послуг, електронного обміну даними, розвитку кіберзахисту в електроенергетичному секторі, інтеграції відновлюваних джерел енергії тощо.
Чинниками надання НЕК «Укренерго» статусу члена-спостерігача стала фізична синхронізація української енергосистеми з мережею континентальної Європи, а також визнання того, що компанія працює відповідно до правової бази ЄС. Також отриманню статусу члена-спостерігача сприяло успішне проведення анбандлінгу “Укренерго”, як ключової умови отримання членства в ENTSO-E та, як підтвердження цього с сертифікація “Укренерго” як оператора системи передачі за моделлю ISO, яка відбулась 17 грудня 2021 року. 
“З гордістю повідомляємо про це сьогодні ENTSO-E і Укренерго підписали Угоду про членство як спостерігача. Ще один приклад того, що Україна є частиною європейської родини!”, – прокоментувала подію Комісар ЄС з енергетики Кадрі Сімсон.  

## Відновлення експорту та подальші кроки
Через два тижні після синхронізації з ENTSO-E Україна 30 березня 2022 року Україна відновила експорт електроенергії до Польщі. Пізніше, 12 травня, розпочався експорт української електроенергії до Молдови. 
Наразі до Польщі електроенергію експортує компанія ДТЕК Енерго, а до Молдови – два державних виробника ПрАТ “Укргідроенерго” та НАЕК “Енергоатом”.
Через 2,5 місяці після синхронізації, 7 червня 2022 року, системні оператори ENTSO–E прийняли рішення, що експорт української електроенергії в інші країни ЄС, що межують з Україною (Словаччину, Угорщину та Румунію), буде відновлюватися поступово, по мірі того як Україна буде виконувати технічні заходи, що мають забезпечити стабільну роботу її енергосистеми під час експортно-імпортних операцій. 
У мирний час, відповідно до етапів синхронізації, визначених Угодою про умови майбутньої синхронізації енергосистеми України з ENTSO-E, експортно-імпортні операції були б доступні Україні лише у 2023 році. Для порівняння, після синхронізації з ENTSO-E у вересні 2010 року енергосистеми Туреччини, експорт електроенергії з цієї країни до Європи розпочався через 9 місяців – у червні 2011 року. 
28 червня оператори системи передачі континентальної Європи ENTSO-E підтвердили, що Україна виконала попередні умови і дозволили відновити експорт на рівні 100 МВт. 
Експорт української електроенергії до Європи був відновлений 30 червня. Перші дні і тижні принесли рекордні результати – на аукціонах на доступ до перетину була рекордна конкуренція, ціна в окремі години в кілька разів перевищувала результати аукціонів попередніх років. Тільки за перший день "Укренерго" заробило 10 млн грн на продажі  доступу до міждержавного перетину. Вже за 27 днів надходження склали пів мільярда гривень.

## Політична підтримка синхронізації ОЕС України з ENTSO-E
“У нас тепер єдина енергетична кровоносна система від Лісабона до Маріуполя. Україна – в «енергетичній єврозоні”. Нас не здолати”, – заявив Президент України Володимир Зеленський.
“Це і є той самий “енергетичний безвіз” із Європейським Союзом, над яким ми працювали не один рік. Наша енергосистема тепер стане більш стабільною та стійкою до викликів”, – зазначив Прем’єр-міністр України Денис Шмигаль .
Голова правління НЕК “Укренерго” Володимир Кудрицький назвав приєднання України до європейської енергосистеми ENTSO-E великою геополітичною поразкою Росії в енергетичній сфері.
“В енергетичній доктрині РФ записано, що Росія буде протидіяти від’єднанню від своєї енергосистеми енергосистем країн-сусідів. Насамперед йдеться про Україну і країни Балтії. Тому для РФ синхронізація енергосистеми України з європейською – це поразка”, – зазначив Кудрицький .
Голова Енергетичного Співтовариства Артур Лорковскі наголосив, що синхронізація означає європейську допомогу для енергосистем України та Молдови у разі надзвичайних потреб. “Це означає більш безпечну роботу атомних електростанцій в Україні. Після припинення російської військової агресії синхронізація призведе до більшої енергетичної безпеки та більше переваг для споживачів з обох сторін”.
Єврокомісар з питань енергетики в ЄС Кадрі Сімсон назвала синхронізацію енергосистем історичною віхою відносин між Україною та ЄС.
Президент Єврокомісії Урсула фон дер Ляєн привітала об’єднання мереж: “Україна, Молдова та Європа: спільні цінності, спільна електроенергія та солідарність. ЄС продовжить підтримувати Україну в енергетичному секторі.
Підтримали синхронізацію представники європейського агентства співробітництва енергетичних регуляторів ACER, Секретаріату Енергетичного співтовариства та інші.